# لليم (أملش الجنوبي)
للیم (بالفارسية: للیم) هي قرية تقع في إيران في غيلان. يقدر عدد سكانها بـ 211 نسمة بحسب إحصاء 2016.